# 新結婚時代
《新結婚時代》是由鄢潑執導，劉若英、郭曉冬、梅婷、吳健主演的中國大陸劇集。主要講述了兩代人、三種不同狀態的個性婚戀。表現出中國普通民眾的婚姻生活與當下社會現實的矛盾，並道出中國社會的現實問題。台灣綜合台於2014年8月7日播出。

## 主要內容
《新結婚時代》主要講述了兩代人、三種不同狀態（「城鄉戀」、「姐弟戀」、「老少戀」）的個性婚戀。
性格開朗心直口快、來自北京城市高知家庭的女編輯顧小西（劉若英 飾），嫁給了從山东農村考進北京的大學生何建國（郭曉冬 飾）。兩個原本相戀的愛人因為各自家庭的原因分分合合。
顧小西漂亮女友溫文爾雅的同事簡佳（梅婷 飾）在情人節那天與同居六年的大款男友劉凱瑞分手，此後認識了比自己小的顧小西的弟弟顧小航（吳健 飾）。這對姐弟戀同樣面臨著諸多來自世俗、觀念以及他們自己心理的挑戰。
顧小西的母親因為常年勞累去世後，她的父親一下子失去了生活重心，隨後與建國的同鄉、來自沂蒙山區的保姆小夏產生了感情。

## 演員表
| 演員   | 角色       | 備註 |
| ------ | ---------- | ---- |
| 劉若英 | 顧小西     |      |
| 郭曉冬 | 何建國     |      |
| 梅 婷  | 簡 佳      |      |
| 吳 健  | 顧小航     |      |
| 黃梅瑩 | 顧 母      |      |
| 常藍天 | 顧 父      |      |
| 李萬年 | 何 父      |      |
| 趙 亮  | 發行部主任 |      |
| 仇永力 | 劉凱瑞     |      |
| 耿聖凱 | 何建成     |      |
| 李 歌  | 小 夏      |      |
| 馮 穎  | 陳 藍      |      |

## 榮譽
- 2007年 第十三屆上海電視節白玉蘭獎 最佳導演獎：鄢頗
- 2007年 第十三屆上海電視節白玉蘭獎 最佳女演員獎：劉若英
- 2007年 日本首屆東京國際電視節 最佳電視劇獎